# Bileća
Bileća es un municipio situado en la República Srpska, en Bosnia y Herzegovina. Según el censo de 2013, tiene una población de 10 807 habitantes.

## Geografía
El municipio se encuentra en Herzegovina oriental, en la frontera con Montenegro. Tiene una superficie de 633 km².
En 1966 se construyó una central hidroeléctrica y se creó uno de los embalses artificiales más grandes del mundo: el lago Bileca (jezero Bilećko), de 18 km de largo y 3 o 4 km de ancho.